# Río San Juan (vattendrag i Colombia, lat 4,07, long -77,44)
Río San Juan är en flod  i Colombia. Den rinner upp i Västkordiljärerna i Anderna, 400 km väster om huvudstaden Bogotá, och mynnar ut i Stilla havet i den södra delen av landet. 